# Prémios MIPIM
Os Prémios MIPIM são prémios atribuídos no Marché International des Professionnels d'Immobilier, que decorre anualmente em Março, na cidade de Cannes. Estes prémios são atribuídos em 5 categorias e nos últimos anos os vencedores foram os seguintes:

## Centros de negócios
- 2002: Forum Amsterdam, em Amesterdão
- 2003: Berliner Bogen, em Hamburgo
- 2004: Metropolitan de Varsóvia
- 2005: Mondrian de Bruxelas
- 2006: Home Office Project
- 2007: Portico de Espanha

## Centros comerciais
- 2002: Vialia Estación, em Salamanca
- 2003: Almada Fórum, em Almada
- 2004: Centro Comercial Berceo, em Logroño
- 2005: Principe Pio, em Madrid
- 2006: Dolce Vita, em Coimbra (Portugal)
- 2007: Europa Passage, na Alemanha

## Edifícios de escritórios renovados
- 2002: Hotel de Ligne, em Bruxelas
- 2003: World Trade Center Amsterdam em Amesterdão
- 2004: Kenzo Building, em Paris
- 2005: Sede do Le Monde, em Paris
- 2006: Madou Plaza
- 2007: Belmont Court, na Bélgica

## Empreendimentos residenciais
- 2002: Istambul Istambul, em Istambul
- 2003: Les Appartements du Château de la Reine Blanche, em Paris
- 2004: Grosvenor Place, em Hong Kong
- 2005: Turning Torso, em Malmö
- 2006: The Lake Apartments
- 2007: Colliers Kirinda, no Sri Lanka

## Empreendimentos turísticos
- 2002: Carlton Palace Hotel, em Lisboa / Club Med Serre Chevalier, em Briançon
- 2003: Hotel Sofitel Chicago Water Tower, em Chicago
- 2004: Grand Hotel Heiligendamm em  Heiligendamm
- 2005: Wales Millennium Centre, em Cardiff
- 2006: Deluxe Hotel Villa Kennedy
- 2007: Malmaison Oxford/Oxford Castle, em Oxford, UK